# Alonzo Russell
Alonzo Russell (Freeport, 8 februari 1992) is een Bahamaans sprinter. Hij nam tweemaal deel aan de Olympische Spelen en behaalde hierbij één bronzen medaille. 

## Biografie
Op het WK Indoor van 2016 liep Russell samen met Michael Mathieu, Chris Brown en Shavez Hart de finale van de 4x400 meter. In een tijd van 3.04,75, meteen goed voor een nationaal record, liep het Bahamaans viertal naar de zilvere medaille.
In 2016 nam Russell ook een eerste keer deel aan de Olympische Spelen. Op de 400 meter werd hij gediskwalificeerd in de reeksen omdat hij buiten zijn baan had gelopen. Samen met Steven Gardiner, Michael Mathieu en Chris Brown veroverde Russell de bronzen medaille op de 4 x 400 mannen. In deze finale konden ze net Belgische viertal van zich afhouden. Russell nam in 2021 deel aan de uitgestelde Olympische Spelen van 2020 in Tokio. In de tweede halve finale van de 400 meter eindigde hij zevende, waarmee hij zich niet kon kwalificeren voor de finale.

## Titels
- Bahamaans kampioen 400 m - 2018
- Bahamaans kampioen 4 x 400 m - 2021

## Persoonlijke records
Outdoor
| Afstand | Prestatie | Datum         | Plaats      |
| ------- | --------- | ------------- | ----------- |
| 200 m   | 20,65 s   | 23 maart 2018 | Tallahassee |
| 400 m   | 45,25     | 25 juni 2016  | Nassau      |

Indoor
| Afstand | Prestatie | Datum           | Plaats  |
| ------- | --------- | --------------- | ------- |
| 400 m   | 46,38 s   | 19 januari 2018 | Clemson |

## Palmares

### 400 m
- 2015: 7e NACAC - 46,20 s
- 2016: 7e in ½ fin. WK Indoor - 47,07 s
- 2016: DSQ in series OS
- 2018: DSQ in series WK Indoor
- 2018: 6e NACAC - 46,26 s
- 2018: 6e Centraal-Amerikaanse en Caraïbische Spelen - 46,18 s
- 2019: 5e in series WK - 45,91 s
- 2021: 7e in ½ fin. OS - 45,15 s

### 4 x 400 m
- 2014:  Gemenebestspelen - 3.00,51
- 2015: DSQ series WK
- 2015:  NACAC - 3.00,53
- 2015: 4e Pan-Amerikaanse Spelen - 3.00,34
- 2015:  IAAF World Relays - Russell liep enkel in de reeksen
- 2016:  WK Indoor - 3.04,75
- 2016:  OS - 2.58,49
- 2017: 6e in ½ fin. WK - 3.03,04
- 2018:  NACAC - 3.03,80
- 2018: 5e Centraal-Amerikaanse en Caraïbische Spelen - 3.07,31
- 2019: 7e Pan-Amerikaanse Spelen - 3.09,98